# OnePlus 3
Le OnePlus 3 est le quatrième téléphone de la marque OnePlus, sortie le 14 juin 2016. Il succède au OnePlus X, en se positionnant comme un téléphone haut de gamme à bas prix. Contrairement aux précédents téléphones de la marque, le OnePlus 3 est disponible sans invitation dès le premier jour.

## Historique
Le OnePlus 3 est retiré des ventes le 28 novembre 2016, lors de la sortie du OnePlus 3T.

## Réception
Le téléphone est plutôt bien accueilli par le public. Cependant, plusieurs points sont relevés dès les premiers jours de commercialisation. Les critiques presse notent un téléphone remarquable. John McCann de TechRadar conclut que ce n'est pas le meilleur téléphone du marché en 2016 (recommandant le Samsung Galaxy S7) mais que c'est très certainement le meilleur rapport qualité prix, avec un prix inférieur de plusieurs centaines de dollars par rapport à ses concurrents.
Bien qu'affichant 6 Go de RAM, les applications installés sur le système officiel ne peuvent utiliser toute la mémoire disponible. Carl Pei, fondateur de l'entreprise OnePlus explique que ce bridage est intentionnel, afin de préserver la batterie. Le problème de gestion de la RAM a été réglé dans une mise a jour d'OxygenOS, le téléphone gère donc parfaitement l'intégralité de la mémoire RAM à présent.
Dans la version Chinoise du téléphone, plusieurs utilisateurs se plaignent également de l'apparition de publicités dans l'application « Téléphone » qu'il est impossible de masquer.